# 王驾
王駕（851年—？），字大用，自号守素先生，晚唐詩人。
其诗作《社日》描写农民在丰年里欢度社日的情景，流传甚广。一说，此诗为张演所作。雨晴一首也流傳於世。

## 詩作
```
雨晴  唐．王駕
```

雨前初見花間蕊，
雨後全無葉底花。
蜂蝶紛紛過牆去，
卻疑春色在鄰家。

王驾《晴景》诗：“雨前初见花间蕊，雨后全无叶底花。蝴蝶飞来过墙去，应疑春色在邻家。”王安石改其后两句为“蜂蝶纷纷过墙去，却疑春色在邻家”，这里除了改“蝴”作“蜂”，改“应”作“却”外，关键在于把“飞来”改为“纷纷”，因为只有蝶乱蜂忙，才能准确表现出晚春雨后令人动情的美景。表意准确的关键是字词概念准确，判断正确，推理合乎逻辑规律。